# Angst (альбом Lacrimosa)
Angst (с нем. — «страх, тоска») — дебютный студийный альбом швейцарской готик-метал группы Lacrimosa, вышедший в 1991 году.

## История
Музыка и тексты ко всем песням написаны Тило Вольффом. Запись альбома проходила с 1990 по 1991 год в студии Sodom & Gomorra в швейцарском Биннингене. Для выпуска альбома Тило Вольффом был основан собственный независимый лейбл Hall of Sermon. Релиз состоялся в 1991 году, и за первые полгода было продано 1000 экземпляров альбома.
Первые две композиции с альбома — «Seele in Not» и «Requiem» — изначально были изданы в 1990 году на демокассете Clamor — первом музыкальном издании Тило Вольффа. В 2010 году неизданные версии этих треков вошли в альбом Schattenspiel, приуроченный к двадцатилетию Lacrimosa.
Оформлением обложки занимался Штелио Диамантопоулос, ставший постоянным художником-оформителем обложек альбомов Lacrimosa.

## Издания
Оригинальное издание альбома было выпущено в 1991 году в формате виниловой пластинки и содержало шесть песен, компакт-диск вышел только спустя полтора года. В разные годы Angst неоднократно переиздавался. В России диск издан в 2002 году лейблом Irond по лицензии Hall of Sermon вместе с альбомом Einsamkeit в виде двойного диджипака. Лимитированное мексиканское издание альбома, выпущенное также в 2002 году, включает второй диск с композициями «Versiegelt glanzumströmt», «Versuchung», «Darkness» и «Copycat». Обычное мексиканское и аргентинское издания в качестве бонусного трека содержат песню «Diener eines Geistes (Dirus — Mix)». Корейская же версия альбома включает в себя композицию «Promised Land».

## Список композиций
| № | Оригинальное название        | Перевод                 | Музыка/слова | Время |
| - | ---------------------------- | ----------------------- | ------------ | ----- |
| 1 | Seele in Not                 | Душа в беде             | Тило Вольфф  | 9:21  |
| 2 | Requiem                      | Реквием                 | Тило Вольфф  | 9:51  |
| 3 | Lacrima Mosa                 | Текущие слёзы           | Тило Вольфф  | 5:17  |
| 4 | Der Ketzer                   | Еретик                  | Тило Вольфф  | 7:22  |
| 5 | Der letzte Hilfeschrei       | Последний крик о помощи | Тило Вольфф  | 5:21  |
| 6 | Tränen der Existenzlosigkeit | Слёзы небытия           | Тило Вольфф  | 10:40 |

## Участники записи
В записи альбома приняли участие:
Lacrimosa
- Тило Вольфф (нем. Tilo Wolff) — вокал, тексты, музыка, продюсирование

Сессионные музыканты
- Филиппе Алиот (нем. Philippe Alioth) — мастеринг
- Юдифь Грюнинг (нем. Judith Grüning) — женский голос в «Der Ketzer»

Обложка и буклет
Над оформлением работали:
- Тило Вольфф — идея обложки
- Штелио Диамантопоулос (нем. Stelio Diamantopoulos) — художник-оформитель
- Юдифь Грюнинг — фотограф
- Студия Imago — оформление, подготовка публикации